# Sanak Island

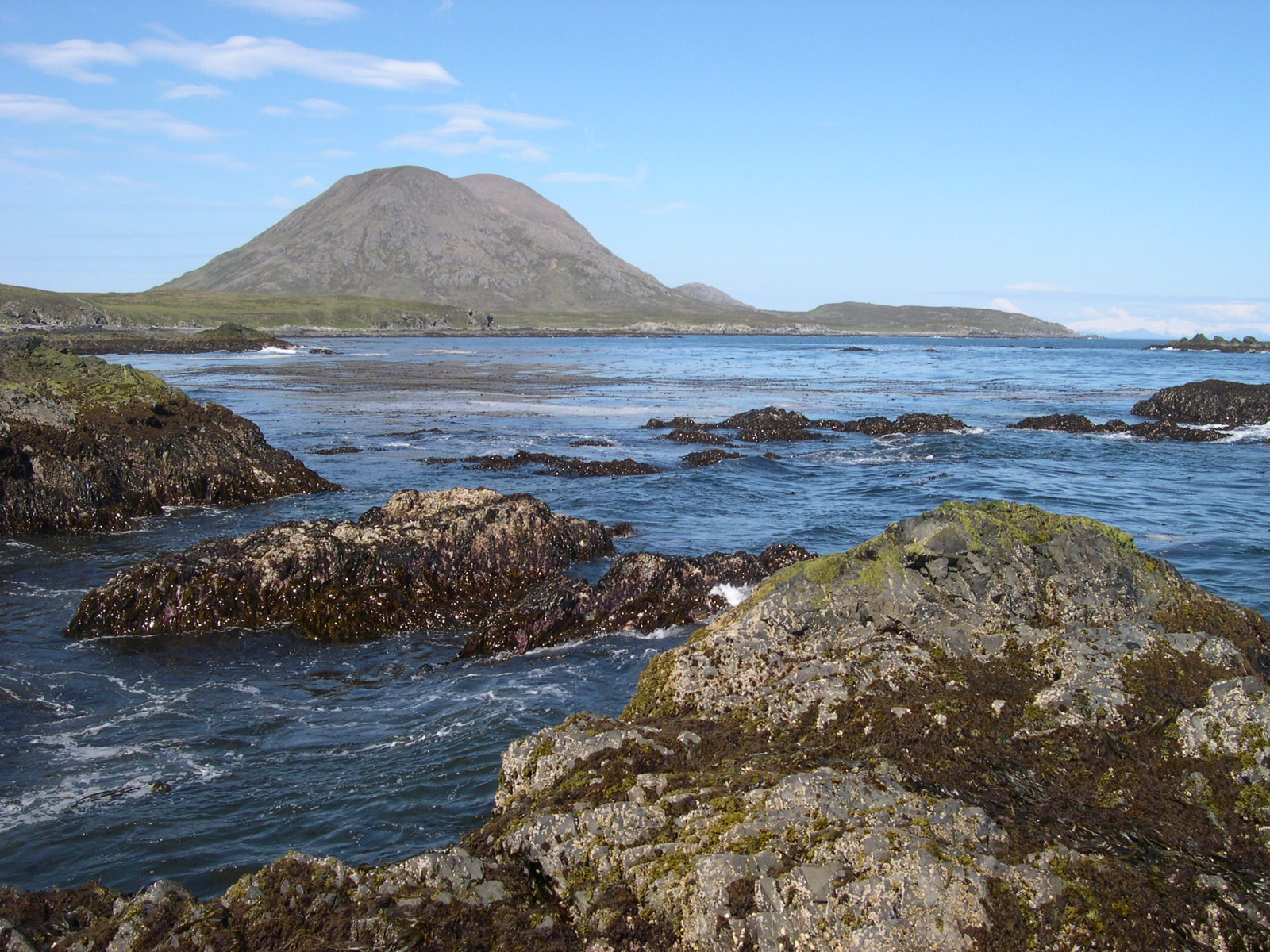
Sanak Peak vanaf de noordkant van het eiland Sanak

Sanak Island is een eiland in de staat Alaska (Verenigde Staten). Het eiland heeft sinds 1828 geen bewoners meer, maar af en toe komen wel mensen naar het eiland varen om het wilde vee te vangen dat daar is achtergelaten.

## Geschiedenis
In 1906 en in 1943 spoelde op het eiland een scheepswrak aan die bij de Amerikaanse Marine hoorde.